# 蒂韦尔农
蒂韦尔农（法語：Tivernon，法語發音：[tivɛʁnɔ̃]）是法国卢瓦雷省的一个市镇，位于该省西北部，属于皮蒂维耶区。

## 地理
蒂韦尔农（48°9'19"N, 1°55'50"E）面积12.61 平方千米，位于法国中央-卢瓦尔河谷大区卢瓦雷省，该省份为法国中北部省份，北起埃松省，西北接厄尔-卢瓦省，西南接卢瓦-谢尔省，南至涅夫勒省和谢尔省，东临约讷省，东北接塞纳-马恩省。
与蒂韦尔农接壤的市镇（或旧市镇、城区）包括：博斯地区利翁、潘维尔、桑蒂伊、图里、绍西、瓦松。

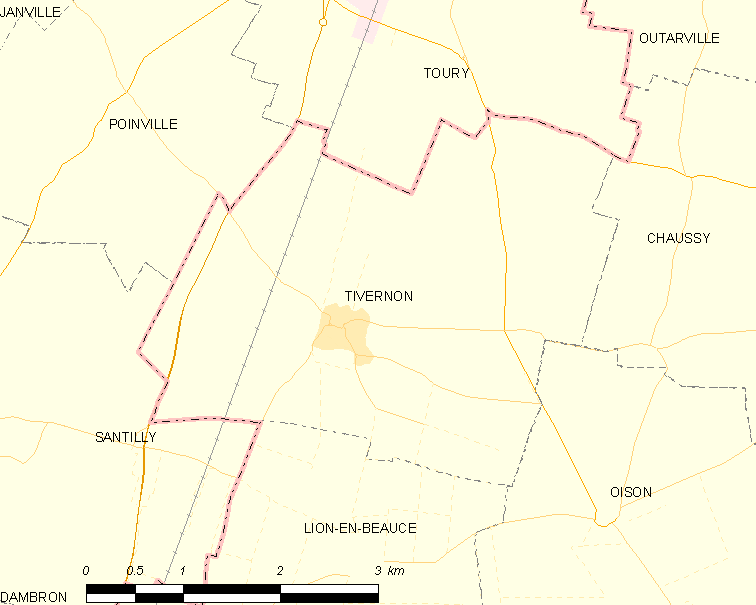
蒂韦尔农的OSM定位图

蒂韦尔农的时区为UTC+01:00、UTC+02:00（夏令时）。

## 行政
蒂韦尔农的邮政编码为45170，INSEE市镇编码为45325。

## 政治
蒂韦尔农所属的省级选区为皮蒂维耶县。

## 人口

1962-2008年间蒂韦尔农人口变化图示

蒂韦尔农于2022年1月1日时的人口数量为282人。